# Главкия
Главкия (др.-греч. Γλαυκίας) — врач, живший в IV веке до н. э.

## Биография
По предположению В. Хеккеля, Главкия по происхождению был греком.
Осенью 324 года до н. э. в Экбатанах заболел ближайший друг и соратник Александра Македонского Гефестион, и Главкии было доверено его лечение. Однако Гефестион вскоре умер, и царь велел казнить врача. Как отметил Арриан, по одним сведениям, Главкии было предъявлено обвинение в дурном лечении пациента, по другим — за непрепятствование тому, что Гефестион продолжал неумеренно пить во время болезни вино. Точно неизвестно, соответствовали ли эти упреки действительности. По мнению Г. Берве, не исключен тот вариант, что Арриан использовал официальную версию, оправдывавшую действия Александра. Дройзен И. также полагал, что Главкия «употребил всё свое искусство», но его усилия в борьбе с лихорадкой, терзавшей Гефестиона, оказались тщетными.